# Saint-Aulais-la-Chapelle
Saint-Aulais-la-Chapelle é uma comuna francesa na região administrativa da Nova Aquitânia, no departamento de Charente. Estende-se por uma área de 14,84 km². Em 2010 a comuna tinha 234 habitantes (densidade: 15,8 hab./km²).